# 改名
改名（かいめい）とは、名称を改めること。改称（かいしょう）も同義。

## 人名

### 本名

#### 日本
日本法では氏と名で構成される。
氏について、婚姻や離婚、養子縁組や離縁など身分関係の変動に伴って民法の規定により氏が変更することを（狭義の）氏の変動という。一方、身分関係の変動を伴うことなく当事者の意思によって氏名を変更することは氏の変更という。
名については、身分関係の変動に伴って変動することはなく、戸籍法の規定により名の変更が行われるのみである
舞台美術家の妹尾河童は、元の本名である肇（はじめ）より、あだ名の「カッパさん」の方が通りがよくなってしまったという理由で、また政治家の秦知子は全て読み仮名化する「はたともこ」への改名をしている。こうした場合の戸籍上の本名の改名には戸籍法第107条により家庭裁判所の許可が必要である。

#### 欧米
英米法諸国・地域においては改名に関する制約が緩やかである一方、大陸法諸国・地域においては改名は厳しく制限される。
アメリカ合衆国では、州によって異なるものの、ルイジアナ州を除くほとんどの州では原則として住民は任意の姓名に改名することができる。大多数の州では法的手続によらない改名を認めているものの、銀行や政府機関に改名を認めさせるのには裁判所の決定（en:court order）を受ける必要がある。改名の申立てには詐欺的その他の違法な目的による改名でない旨の書面を提出する必要があるほか、改名の希望に関する一定程度合理的な説明を求められることがある。
一方ケベック州（カナダ）においては大陸法が採用されているため改名の手続は非常に厳しい。民事身分理事官（Directeur de l'état civil）による許可が必要であり、姓名の変更を必要とする重大な理由（motif sérieux）が要求される。

#### 韓国
「特別な理由がない限り、個人の権利保障の次元で改名を許可しなければならない」とする2005年の最高裁判例があり、裁判所は申請者に特別な問題がなければ改名申請を受け入れている。崔順実ゲート事件が起きた際には、崔順実や朴槿恵と同じ名前の人の改名が相次いだ。

#### 各国における帰化・国籍変更
移民の多いアメリカ合衆国では帰化、国籍選択の際に名前は変更しない場合と、名字（姓）を英語に翻訳したものを登録して使う（NowakをNewman、KrawczykをTaylorに改姓など）場合がある。さらに、市民権取得の際に、それまでの名前と全く関係のない別名に変更する事が可能である。日本でも、台湾のジュディ・オングは当初、翁玉恵（おきな たまえ）という名前にして帰化したが、現在は翁ジュディとしているように、日本とも出身国とも異なる名前にする事も不可能ではない（ただ、彼女は台湾時代からジュディという英語名を持っており、全く無関係の名前というわけではない）。また、日本の国籍を持たない人が日本に帰化するとき、国籍を取得したことをわかってもらうために改名を行う場合がある（例えば、馬瓜エブリンの名字表記が漢字であるため、外国籍でないことがわかりやすいといえる。）。これは、帰化もしくは国籍を選択する際に勧められる行為であって、必ずしも日本風の名前に変更する必要はない。現在でも、帰化した際には日本風の姓名（通名含む）が必須であるという誤解が根強いが、これは、帰化申請の書類を提出する際に、名の欄へ記入できる文字は日本語（日本の常用漢字・人名用漢字・平仮名・片仮名）のみとなっていることが拡大解釈されていると思われる。ドナルド・キーンが「キーン ドナルド」としたように、カタカナ表記だが日本風に姓名の順に直した表記で国籍を取得した者もいる。
日本への国籍変更の際に一般的な改名の方法は、自分の元姓の読みに適当な漢字を当てる方法である（例：ツルネン・マルテイ（弦念丸呈）や三都主アレサンドロ、クロード・チアリ（智有蔵上人）など）。その他、元々日本風の名字を持っている日系人の場合は、それをそのまま使う方法がある（例：宮沢ミシェル、田中マルクス闘莉王など）。また二重国籍者の場合、日本人の親の姓（婚姻により姓が変更されている場合は旧姓）を用いる方法もある（例：マーク・パンサー（酒井龍一）など）。さらに日本人と結婚したり、日本人と養子縁組をして帰化した場合、配偶者あるいは養家の姓を使用する方法もある（例：白井貴子、ボビー・オロゴン（近田ボビー）、中島イシレリ、小松原尊など）。
力士の場合、日本人も外国人も、本名とは異なる四股名を貰う。この四股名を帰化した時の本名とする場合がある（例：KONISHIKI（小錦八十吉）、武蔵丸光洋）。長年用いてきた四股名であればアイデンティティーの一部となっている事がほとんどなのでこの方法を用いる力士は多い。また、日本人と結婚した外国人力士の場合、帰化する際妻の名字を本名とするケースもある。
戦中は日本国籍を取得していない外国人に対しても、強制的に日本風の名前に改名させるケースも見られた。代表例はヴィクトル・スタルヒンで、彼は無国籍の「白系ロシア人」であったが、日露間の感情悪化から「須田博（すた ひろし）」に改名させられている。

#### 在日韓国・朝鮮人の場合
在日韓国・朝鮮人で日本人風の通称（通名）を用いている者は多く、帰化する際に通名を本名とする者も多い。一方で帰化する際にそれまでの名前を用いる者 や、旧本名とも通名とも異なる名前に変える者も存在する。

### 本名でない名称
芸名、ペンネーム、ハンドルネーム、ニックネームなどの変更は、特に公的な申請や手続は必要ないので、人気の出ない芸能人などが頻繁に芸名を変更する、すなわち改名する例がしばしば見受けられる。またそれなりに知名度のある芸能人などでも、運気の上昇を狙って改名する場合がある。この他、師弟関係の解消や所属していた芸能事務所からの離脱などから与えられた芸名の返上を求められて芸名の改名を迫られたケースは少なくない。かつて戦中には英語調の芸名が敵性語であり時勢にそぐわないとされたり、宮家・忠臣を揶揄するなどの理由で「軽佻浮薄」とされ、芸名を強制的に改名させられたケースもある。
また、改名は同時に披露による宣伝効果などを期待できるので行われることも多い。ただし、それまでの名前と新しい名前に何らかの関連性がないと、同一人物だとわかってもらえない可能性があるので、漢字を変える、漢字表記を仮名表記に（もしくはその逆もあり得る）改めるなどの程度に留まる事が多い。最近では「藤岡弘、」「本田美奈子.」「北芝憲.」「りんたろー。」等のように記号を用いる場合もある。こうした改名は日本人だけに留まらず、プリンス、T-ARA（日本デビュー当初）などは読み方が解らない固有のシンボルマークを用いた時があった。このような改名の理由について、本人からは確たる説明がなされないことも多いが、自己顕示による行為であると考えるものは多い。
芸名の改名の場合は、次のような例もある。
- 芸能活動について一旦引退ないし活動休止した場合や、ジャンルを変えて復帰した場合（菊地彩香→菊地あやか、遠峯ありさ→華原朋美など）
- 漫才師がピン芸人になり、漫才風の名前から変える（横山パンチ→上岡龍太郎、海原千里→上沼恵美子など）
- 他人の忠告で変える、もしくは改名を命じられる（おさる→モンキッキー、ディック・ミネ→三根耕一など）
- 結婚を機会に芸名ごと変更する（荒井由実→松任谷由実、奥居香→岸谷香、有村かおり→松富かおりなど）
- 落語家・歌舞伎俳優などが名跡を襲名する（三遊亭楽太郎→六代目三遊亭円楽、市川新之助→十一代目市川海老蔵など）
- 商標や肖像権の関係で名前が使えない場合（新加勢大周→坂本一生、能年玲奈→のん、三代目コロムビア・ローズ→野村未奈[注 5]など）
- 改名の多い有名人（五木ひろし、せんだみつお、二代目快楽亭ブラックなど）
- 変名使用を止めて本名に戻す（ラビット関根→関根勤、高樹沙耶→益戸育江など）

またスポーツ選手等の場合、同姓同名も多いため、本名での登録からニックネームでの登録名に変更する場合がある（登録名は後から来た同姓同名者に命じられることが多い）。
Jリーグでは、本名が長く本国でも通称での登録が普通に行われる競技文化があるブラジル人選手を除き、ニックネームでの登録は原則として認められていない。ただし双子の選手などは紛らわしくファンも登録されている苗字以外で呼ぶ事が多いので、ニックネームでの登録を認めるように主張している者もいる。なお現在も、ユニフォームに名前を表示する際は通称でも構わず、横浜FCでは三浦知良のユニフォームにはKAZU（カズ）、途中入団した三浦淳宏はATSU（アツ）で表示されている。

## 団体・法人名
団体、法人の名前の変更はイメージアップなどを目的として行われる。1980年代に元々の漢字表記での団体名、法人名をカタカナの略称やブランド名などに変更したり、英語表記の新団体名、法人名に変える事がブームになった。またJRグループをさきがけとして“J”と言う文字を使用した法人名・略称が1990年代初頭に流行した。さらに、INAX、オリックス、エニックスなど語尾に「X」をつけることも流行している。こうした団体名や法人名の改名においては、時流に合わせた改名が行われることが多い。
イメージアップを意図した改名例として、アダルト系雑誌の発行元である英知出版と名称が偶然同一だったこともあり「エッチ大学」という蔑称で呼ばれるなどした英知大学が、聖トマス大学に名称変更したケースがある。
この他、何らかの理由により一時的に別名を名乗っていたケースもある。エフエム熊本は開局当時他の企業に商号が登録・使用されていたため、商号問題が解決するまでは「エフエム中九州」の社名で放送事業を行っていた。

### 日本国外での名称変更
こうした流行とは関係なく、多国籍企業や複数の国で販売されている商品は、国外に出ることによって全く変わった意味で取られてしまうことや、現地での商標権の都合などにより改名を迫られる場合が多い。但し企業の都合や問題解消により日本名がそのまま用いられることもある（逆に、日本でも海外名に改められる場合もある）。
例：
- パックマン：ナムコ（現在のバンダイナムコエンターテインメント、アーケード関連部門はバンダイナムコアミューズメント）から稼働したアーケードゲーム。開始当初の英称は“PUCK-MAN”であったが、バリー・ミッドウェイ（後のミッドウェイゲームズ）を輸入元として輸出する際、ミッドウェイからの要請でナムコがそれに応じたため、現在まで使われている“PAC-MAN”に日本を含めた全世界的に改められている。“P”の部分を“F”に書き換えて“*UCK-MAN”（「クソ野郎」という意味）にするという悪戯が容易に行われることへの想定しての措置によるものだった。
- 全日本空輸：略称である「全日空」は中国語で「終日、暇」「一日中空っぽ」という意味に取られると言うことで英語表記（All Nippon Airways・アメリカ英語の"Airlines"ではない）での略称の"ANA"（エーエヌエー）に統一を図った。但し、当時同社が協賛していた（現在は所属）卓球の福原愛選手が中国超級リーグで着用していたユニフォームなどにはそのまま「全日空」表記が残った。
- 近畿日本ツーリスト：英語で社名をそのまま"Kinki"としてしまうと、発音の似た"Kinky"（本来「ねじれた」という意味だが、俗語で「いやらしい」「助平」「性的異常趣味」などの意もある）にとられるため、アメリカ合衆国などの現地法人では、親会社にあたる近畿日本鉄道の略称名義（近鉄）を使い、"Kintetsu International Express"としている。なお、近鉄自体の英語アルファベット表記も2003年以前は"Kinki Nippon Railway Co., Ltd."だったが、それ以降は"Kintetsu Corporation"、2015年以降は"Kintetsu Railway Co., Ltd."に改名している。
- 近畿大学：近畿日本ツーリストと同様の理由で英語名を"Kinki University"から"Kindai University"に2008年の時点から変更することを検討した[7] が、実際に正式に変更したのは2016年度に入ってからである。英語版大学ホームページ でも同様の措置で2016年度から変更しているものの、URLのドメイン名については日英両語ともkindai.ac.jpとしている。
- ポカリスエット（大塚製薬）：英語で汗を表す"sweat"という単語にクリーンなイメージは皆無で、汚れたイメージしかないため、英語圏での改名を迫られたが、現在も名称を変えずに販売している。
- カルピス：これも同じく英語で牛の小便を表す"Cow Piss"（牛の尿）という発音に聞こえてしまうため、英語圏では"Calpico"（カルピコ）という商品名で販売されている。
- セリカXX（トヨタ自動車）：米国ではポルノ映画の卑猥度合を“X”の数（“XX”は卑猥度が中ランク）で表すことから、米国輸入モデルは“Supra”（スープラ、「最上」の意味）に改名されていた。後に日本でもこれに従い、1986年の“A70”型（スープラとしては3代目モデル）から名称を「スープラ」に統一した。
- ウォークマン（ソニー）：発売当初、「ウォークマン」が和製英語で文法に合わないことを理由に、日本国外では他の名称で販売されていた。
- 放送大学学園：当初は「放送を使用する大学」で"University of the Air"だったが、“開かれた”という意味の"open"に改められた。
- メガドライブ（セガ）：通常、セガハードは日本と同じ機種名で展開するのが一般的だが、北米に限って商標権の都合[注 7]による例外的な措置により、"GENESIS"（ジェネシス）という機種名で発売されていた[注 8]。これに伴い、周辺機器のメガCDも北米とその他の一部地域（ブラジル）では"Sega CD"（セガCD）に改名されて販売されていた。
- ロストワールド（カプコン） ：1988年に稼働したアーケードゲーム。英語で「失われた世界たち」という意味で、日本アーケード版のみこのタイトルが用いられていた。ナムコが先にゲーム関係における商標を取得していた関係[注 9]で、海外アーケード版から「フォゴットンワールド」（英語で「忘れられた世界たち」という意味）に改名された。カプコンのコンピュータゲームしては異例の措置[注 10]で、国内でも家庭用移植版は海外アーケード版と同じタイトルである。後のベタ移植版は日本アーケード版をベースに、タイトルロゴを海外アーケード用のグラフィックを流用した“FORGOTTEN WORLDS”に書き替えただけである。

## 地名

### 国名の改名
古くは飛鳥時代晩期の倭国から日本への改名、令制国制定によるそれ以前の国・県からの分割・統合による改名や、奈良時代の分立による制定、明治時代の北海道への令制国名の制定(計11国）が行われた。
国家の名称の変更としては、政体の変更以外の理由ではブルキナファソ（旧称オートボルタ。植民地時代の呼称を廃止）、ミャンマー（旧称ビルマ。植民地時代の呼称を廃止）、ジョージア（旧称グルジア。ロシア語発音を拒否し英語呼称へ）、コートジボワール（旧称象牙海岸。フランス語呼称へ統一）、北マケドニア（旧称マケドニア、マケドニア旧ユーゴスラビア共和国など。マケドニア名称論争を回避するための改名）、エスワティニ（旧称スワジランド。外名から内名へ切り替え）、サモア（旧称西サモア。東サモアは米領であり、サモア人の独立国として唯一であるとして改名）はなどの例がある。

### 郡名の改名
飛鳥・奈良時代の分割による改名が行われた他に、明治時代の郡区町村編制法に伴う分割により改名された。

### 都道府県名の改名
廃藩置県後に制定された県は、明治時代の2度の統合により少なからず改名されている。

### 都市名の改名
特にヨーロッパなどでは新しい勢力がある都市を征服したら、旧来の名前を廃し新しい名前をつけることが多い（コンスタンティノープル→イスタンブール、ケーニヒスベルク→カリーニングラード、奉天→瀋陽など）。また、旧ソ連圏では特定の人物を記念するために、多くの都市名を改めた（ペトログラード→レニングラード、ツァリーツィン→スターリングラード、フルンゼ→ビシュケクなど）。これらは、スターリン批判により、スターリングラード→ヴォルゴグラードと再改名されたり、ソ連崩壊後にレニングラード→サンクトペテルブルクと旧称に復帰（ロシア帝国時代のほとんどにおいてサンクトペテルブルクであったが、1914年に第一次世界大戦が勃発した際に、ドイツ語風のサンクトペテルブルクからロシア語風のペトログラードに改名している）したりしている。
日本の場合、市町村合併によって、新たな自治体名に改名される例が多い。こうした自治体名の改名は明治期以後に始まったことではなく、江戸時代以前の自然発生的な町村でもおこなわれてきた。江戸期以前の町村名の改名の記録は紛失している場合が多いので、元々地名の縁起や意味が判らなくなっているものが多いのではないかと見られている。
時代毎に異なった名称としている都市もあり、現在の大韓民国ソウル特別市の場合、高麗時代は漢陽府、李氏朝鮮時代は漢城府、日本統治時代は京城府であった。

### 町名・大字以下の改名
市町村合併により、合併前の自治体名を大字にする例の他、住居表示の実施、土地区画整理、都市再開発にて改名される場合も多い。